# Copelatus hydroporoides
Copelatus hydroporoides là một loài bọ cánh cứng trong họ Bọ nước. Loài này được Murray miêu tả khoa học năm 1859.